# Voto particular
Se denomina voto particular, en derecho procesal, a la opinión divergente que emite el miembro de un Tribunal u órgano colegiado con respecto a la decisión tomada por la mayoría. El voto particular puede centrarse en la decisión final tomada (en cuyo caso se llamará voto disidente o discrepante) o en la argumentación (en este caso, se llamará voto concurrente, puesto que el miembro del tribunal no coincide con la argumentación mayoritaria, pero sí con la decisión final adoptada).
El voto particular tiene su aplicación principalmente en lo que se refiere a la jurisprudencia y decisiones judiciales, aunque el concepto también se extiende al resto de órganos públicos colegiados que emiten decisiones o recomendaciones.

## Emisión del voto particular
Los requisitos para que se emita un voto particular son:
- Que un Tribunal u órgano colegiado emita una decisión o sentencia.
- Que alguno de sus miembros no esté de acuerdo con la decisión de la mayoría, y quiera dejar constancia por escrito de sus discrepancias y motivos.

En ese caso, el miembro del Tribunal puede dejar por escrito su voto particular, dejando claros sus motivos y la sentencia alternativa que él habría dictado.

## Efectos del voto particular
Su validez respecto a la resolución dictada es nula, y no afecta en ningún modo a los efectos que esta pueda tener. Tampoco cabe recurrir una sentencia basándose en la existencia de votos particulares.
La utilidad del voto particular, sin embargo, es a largo plazo. Mediante el voto particular el magistrado puede hacer constar y hacer pública su opinión en un caso concreto. Dicha opinión puede ser por la aplicación de las normas jurídicas y su interpretación, de forma que está dando a entender que cabe la posibilidad de otra línea jurisprudencial diferente a la seguida.
Dicho voto afecta a la doctrina, y puede afectar a la jurisprudencia posterior, siendo en parte una fuente del derecho indirecta. Hay que tener en cuenta que en el caso de divergencia de opinión, -en la mayoría de los países- los magistrados no están obligados a emitir un voto particular, y para tomarse la molestia de publicar su opinión es probable que se encuentre muy motivado por sus opiniones, estando a la vez seguro de su propia argumentación. Por ello, los votos particulares suelen estar muy fundamentados, ser de gran interés hacía futuras interpretaciones jurisdiccionales, y son una fuente doctrinal fuerte.
- Datos: Q1092720